# دستوران
دستوران، روستایی در دهستان دستوران بخش مرکزی شهرستان جغتای استان خراسان رضوی ایران است.

## جمعیت
بر پایه سرشماری عمومی نفوس و مسکن در سال ۱۳۹۵ جمعیت این روستا ۸۹۹ نفر (در ۲۸۸ خانوار) بوده است.

## دستوران
دستوران یکی از روستاهای کهن شهرستان جغتای استان خراسان رضوی است، که در فاصله تقریباً ۱۴ کیلومتری ایستگاه سنخواست واقع در مسیر خط راه آهن تهران-مشهد قرار دارد. فاصله آن از شهر جغتای تقریباً ۱۱ کیلومتر  می‌باشد.